# Шелепов, Николай Александрович
Николай Александрович Шелепов (09.05.1911, Алтайский край — 14.09.1965, Алтайский край) — наводчик орудия 86-го отдельного гвардейского истребительно-противотанкового дивизиона, гвардии сержант.

## Биография
Родился 9 мая 1911 года в селе Новомоношкино (ныне Заринского района Алтайского края). Работал в колхозе бригадиром полеводческой бригады, трактористом.
В Красной Армии и на фронте в Великую Отечественную войну с августа 1941 года. Боевой путь начал в пехоте. Урожденный северянин, он хорошо ходил на лыжах, метко стрелял, поэтому был определён в снайперы. В одном из боев был тяжело ранен и долгое время лежал в госпитале. После выздоровления был направлен в другую часть — 86-й отдельный гвардейский истребительно-противотанковый дивизион, освоил специальность наводчика орудия. С этой частью прошел до Берлина.
14 января 1945 года в бою на Магнушевском плацдарме наводчик орудия гвардии младший сержант Шелепов подавил пулемет, разрушил вражеский блиндаж, обеспечив продвижение пехоты.
Приказом от 31 января 1945 года гвардии младший сержант Шелепов Николай Александрович награждён орденом Славы 3-й степени.
21 февраля в уличных боях в городе Познань гвардии сержант Шелепов в составе расчета огнём из орудия уничтожил 8 пулеметов и свыше 15 солдат и офицеров, в течение дня отразил несколько контратак противника. Был представлен к награждению орденом Славы 2-й степени.
16 апреля, при прорыве глубокоэшелонированной обороны противника западнее города Кюстрин, 19 апреля во время взятия города Мюнхеберг и 1 мая в боях за город Берлин Шелепов с расчетом действовал в передовых порядках стрелковых подразделений. Точным огнём из орудия подавил вражескую полевую пушку, 3 пулемета, поразил 2 НП и истребил свыше 10 противников. За мужество и отвагу проявленные в завершающих боях, был представлен к награждению орденом Славы 1-й степени.
Приказом от 15 мая 1945 года гвардии сержант Шелепов Николай Александрович награждён орденом Славы 2-й степени.
В 1945 году был демобилизован. Вернулся на родину.
Указом Президиума Верховного Совета СССР от 15 мая 1946 года за образцовое выполнение заданий командования в боях с немецко-вражескими захватчиками на завершающем этапе Великой Отечественной войны гвардии сержант Шелепов Николай Александрович награждён орденом Славы 1-й степени. Стал полным кавалером ордена Славы.
Работал бригадиром в колхозе. Скончался 14 сентября 1965 года. Похоронен на кладбище села Новокопылово Заринского района Алтайского края.
Награждён орденами Отечественной войны 2-й степени, Славы 3-х степеней, медалями.
В мемориале Славы в городе Заринск установлен бюст ветерана, его имя увековечено на Мемориале Славы в городе Барнауле.